# عبد الدائم عمر
الدكتور عبد الدائم عمر هو أحد رواد الإعلام بالجمهورية السودانية.

## المراحل التعليمية
عبد الدائم عمر الحسن تحصل على بكالوريوس إعلام من جامعة القاهرة. ومن ثم دبلوم إذاعة من جامعة كولن بألمانيا[بحاجة لمصدر] الغربية وأيضا تحصل على دبلوم علوم سياسية من جامعة أم درمان الإسلامية.[بحاجة لمصدر] ودكتوراه في الإعلام جامعة أم درمان الأسلامية.

## الوظائف
الوظائف التي عمل بها الإذاعة السودانية ومراسلا لهيئة الإذاعة البريطانية بالخرطوم والإذاعة وادي النيل بالقاهرة بالقسم العربي بالإذاعة كولون بألمانيا. وشارك بالتدريس بالمركز الإذاعي والتلفزيوني بدمشق وجامعة إفريقيا العالمية بالخرطوم ومدير عام بأكاديمية علوم الاتصال بالسودان.

## المولفاته
- أسس كتابة للإذاعة والتلفزيون.